# Михаїл Стаїкос (єпископ)
Митрополи́т Михаїл (грец. Μητροπολίτης Μιχαήλ, в миру Михаїл Стаїкос, грец. Μιχαήλ Στάικος; 22 листопада 1946, Афіни, Греція — 18 жовтня 2011, Відень, Австрія) — архієрей Константинопольської православної церкви, митрополит Австрійський, іпертим та екзарх Угорщини та Центральної Європи. Визначний діяч екуменічного руху.

## Біографія
Народився 22 листопада 1946 року в Афінах.
Після закінчення католицької гімназії в Афінах навчався в університеті міста Салоніки.
У 1964 році переїхав до Відня (Австрія), з 1965 виконував обов'язки секретаря та іподиякона у митрополита Хризостома (Цитера).
21 листопада 1977 року висвячений на сан диякона, а 22 листопада 1977 року  — на сан ієрея і призначений протосинкелом кафедрального собору Австрійської митрополії.
12 січня 1986 висвячений на сан єпископа Христупольського, вікарія Австрійської митрополії.
5 листопада 1991 року очолював Австрійську митрополію Константинопольського патріархату з титулом - митрополит Австрійський, іпертим та екзарх Угорщини та Центральної Європи.
У 1999 році під його безпосереднім керівництвом три храми Московського патріархату в Угорщині були відібрані у Російської православної церкви. Після цього митрополит Михайло пред'явив Будапештській єпархії майнові претензії для звільнення Свято-Успенського кафедрального собору в Будапешті. Проте позов було відхилено, рішення було підтверджено судом вищої інстанції. Ініційовані судові процеси широко висвітлювалися світськими засобами масової інформації.
У жовтні 2010 року під його головуванням було засновано Конференцію православних єпископів Австрії.
Помер 18 жовтня 2011 року у Відні на 65-му році життя після тяжкої тривалої хвороби.
Співчуття у зв'язку зі смертю митрополита висловив президент Австрії Гайнц Фішер, який відзначив вагомий внесок покійного у розвиток міжрелігійного екуменічного діалогу, а також діалогу світових культур та цивілізацій.

## Екуменічна діяльність
З 1960-х митрополит співпрацював з католицьким фондом «Pro Oriente». Близько спілкувався з кардиналом Римо-Католицької Церкви Францом Кенігом.
З 1995 по 2000 роки очолював Екуменічну раду австрійських церков, а архієпископ Віденський кардинал Крістоф Шенборн назвав митрополита Михаїла «стовпом екуменізму».

## Нагороди
- Орден святого рівноапостольного великого князя Володимира ІІІ ступеня Російської православної церкви (1972 рік)
- Орден Братства Святого Гробу Господнього Єрусалимської православної церкви (1972 рік)
- Орден святої рівноапостольної Марії Магдалини ІІ ступеня Польської православної церкви (1993 рік)
- Орден святих рівноапостольних Кирила та Мефодія І ступеня Православної церкви Чеських земель та Словаччини (1994 рік)
- Командор ордену Заслуг (Угорщина, 1999 рік)[3]
- Орден князя Ярослава Мудрого V ступеня (Україна, 2008 рік)
- Орден «За заслуги» ІІІ ступеня (Україна, 2008 рік)
- Командор ордену Пошани (Греція, 2011 рік)[4]
- Великий офіцерський хрест І ступеня із золотою зіркою Почесного знака «За заслуги перед Австрійською Республікою» (Австрія, 2011)[5]
- Медаль за гуманітарні заслуги 1-го ступеня Австрійського товариства Альберта Швейцера (2011 рік)
- Золота медаль міста Афіни